# 기타카타정 (후쿠시마현)
기타카타정(喜多方町)은 후쿠시마현 야마군에 있던 정이다. 현재의 기타카타시 중심부에 해당한다.

## 역사
- 1889년 4월 1일 - 정촌제 시행에 의해 야마군 기타카타정 중 구 이나촌을 제외한 지역으로 성립하였다.
- 1954년 3월 31일 - 야마군 가미산미야 촌·이와쓰키 촌·세키시바 촌·구마쿠라 촌·게이토쿠 촌·도요카와 촌과 합병해 기타카타시가 성립하여, 동일 기타카타정이 폐지되었다.

## 교통

### 철도
- 일본국유철도 반에쓰사이 선

### 도로
- 국도 121호선

## 참고문헌
- 角川日本地名大辞典 7 福島県